# Steel Mill
A Steel Mill Bruce Springsteen első, korai zenekara volt. Mindössze két évig működtek, 1969-től 1971-ig. Az együttes három tagja később az E Street Band tagja lett: Vini Lopez, Danny Federici és Steve Van Zandt. Az együttes rendszeresen játszott a virginiai Richmondban, illetve játszottak Kaliforniában és Nashville-ben is. Olyan előadók elő-zenekarai voltak, mint a Chicago, Boz Scaggs, Grand Funk Railroad, Roy Orbison, Ike & Tina Turner és Black Sabbath. 2004 óta Vini Lopez a Steel Mill Retro vezetője is. A Steel Mill Retro a Steel Mill korszakból játszik dalokat.

## Diszkográfia
A Steel Mill-nek soha nem jelent meg hivatalosan bármilyen kiadványa. Robbin Thompson és Vini Lopez azonban játszanak Steel Mill dalokat.
- Robbin Thompson
  - "He’s Guilty (Send That Boy To Jail)" :
  - "The Train Song"
- Steel Mill Retro
  - The Dead Sea Chronicles (2007)
  - All Man the Guns for America (2009)

## Érdekesség
1972-ben egy ugyanilyen nevű brit progresszív rock együttes sikereket ért el "Green Eyed God" című kislemezével és albumával. Némelyek a "prog rock alapművének" tartották. Azonban a két zenekarnak semmi köze egymáshoz.